# 鄧嘉純
鄧嘉純，江蘇省江寧府江寧縣人，清朝政治人物、進士出身。
光緒六年（1880年），参加庚辰科殿試，登進士二甲第65名。同年五月，授補用知府。